# كيلي ويليامز (كرة سلة)
كيلي ويليامز (بالإنجليزية: Kelly Williams) مواليد 7 فبراير 1982 في ديترويت، هو لاعب كرة سلة فلبيني أمريكي. بدأ مسيرته الاحترافية في سنة 2006. لعب مع فريق تي إن تي كاتروبا في الرابطة الفلبينية لكرة السلة كلاعب وسط. يحمل الرقم 21. يبلغ طوله 6 قدم 6 بوصة (2.0 م). مثّل منتخب الفلبين لكرة السلة.

## روابط خارجية
- كيلي ويليامز على موقع الاتحاد الدولي لكرة السلة (الإنجليزية)
- كيلي ويليامز على موقع كرة السلة الأوروبية.كوم (الإنجليزية)
- كيلي ويليامز على موقع كلية كرة السلة في سبورتس رفرنس.كوم (الإنجليزية)
- كيلي ويليامز على موقع ريلجم (الإنجليزية)
- كيلي ويليامز على موقع بروبوليرز (الإنجليزية)